# Marzhausen (Neu-Eichenberg)
Marzhausen ist gleichzeitig der nördlichste Ortsteil der Gemeinde Neu-Eichenberg und nördlichster Ort im nordhessischen Werra-Meißner-Kreis.

## Geographische Lage
Marzhausen liegt acht Kilometer nordöstlich von Witzenhausen im Dreiländereck von Hessen, Thüringen und Niedersachsen. Knapp einen Kilometer östlich befindet sich das Grenzdurchgangslager Friedland mit einem Mahnmal auf dem Hagenberg. Durch den Ort verlaufen die Landesstraße 3238 und die Bundesstraße 27.

## Geschichte

### Ortsgeschichte
Die älteste bekannte Erwähnung von Marzhausen erfolgte unter dem Namen Martharahuson im Jahr 973. Anlässlich eines Gütertausches durch das Kloster Helmarshausen wurde der Ort in der Schreibweise Maretegenhus dann im Jahre 1120 erwähnt. Aus Martakeshusen bezogen 1222 die Grafen von Everstein den Zehnten und überließen diese Einkünfte dem Erzbistum Mainz. Ab 1268 erschien das bei Göttingen gelegene Kloster Mariengarten als Grundbesitzer im Ort; zeitgleich waren auch die Wilhelmiten in Witzenhausen sowie die Herren von Ziegenberg und  Herren von Plesse im Ort begütert. Ab 1428 wurde Marzhausen von den Herzögen von Braunschweig, zunächst an die von Stockhausen, später an das Geschlecht derer von Weihe mit Gericht, Vogtei und allem Recht verliehen. Die Braunschweiger bezogen aus Marzhausen stets Steuern und Schatzungen, die jedoch ab Mitte des 16. Jahrhunderts immer spärlicher gezahlt wurden. So tritt der Ort 1550 im Braunschweiger Schatzregister nicht auf, auch drei Jahre später verweigerte Marzhausen eine Schatzung, die anschließend per Pfändung einzogen werden musste. Spätere Schatzungen konnte Braunschweig nicht mehr erlangen.
Ab 1585 wurde Braunschweig zum ersten Mal aus Marzhausen der Huldigungseid unterlassen und vier Jahre später auch die Kirchenvisitation. Die von Stockhausen verpfändeten den Ort bereits in früheren Zeiten, an die von Berlepsch weiter, die 1461 ihr gesamtes Gefälle dem Landgrafen Ludwig II. von Hessen auftrugen und als Lehen zurückempfingen, worunter auch Marzhausen genannt wird. Als hessischer Lehensinhaber tritt um 1500 die Familie der Grafen von Plesse in Erscheinung. Mit der Säkularisation ihrer Klöster in der zweiten Hälfte des 16. Jahrhunderts entbrannte ein endloser Streit zwischen den Landgrafen von Hessen und den Herzögen von Braunschweig über die Lehenshoheit im Ort, der erst 1805 endgültig beigelegt wurde. Im 17. Jahrhundert übernahm die Familie von Berlepsch das Lehen, sie stellte ab 1778 auch den Gerichtsherren in Marzhausen, das Dorf gehörte damit formell zum hessischen Amt Witzenhausen.
Mit Einführung der Reformation erhielt Marzhausen vorübergehend (1569 und 1578–1622) eine Pfarrei, wurde danach wieder der Pfarrei Hermannrode unterstellt.
Zur Gemarkung des Ortes gehören heute die Flurbezirke der Wüstungen Eilersgewende, Bremerode und Gerwardshausen (anteilig). Diese Kleinsiedlungen waren Streubesitz von hessischen Adelsfamilien und fielen bereits im 15. Jahrhundert wüst.
Bereits im September 1945 entstand auf einem landwirtschaftlichen Versuchsgelände etwa 1 km östlich vom Ort das Grenzdurchgangslager Friedland.
Hessische Gebietsreform (1970–1977)
Zum 1. Februar 1971 fusionierten die bis dahin selbständige Gemeinde Marzhausen im Zuge der Gebietsreform in Hessen mit vier weiteren Gemeinden freiwillig zur neuen Gemeinde Neu-Eichenberg. Sitz der Gemeindeverwaltung wurde Hebenshausen. Ortsbezirke nach der Hessischen Gemeindeordnung wurden nicht errichtet.

### Verwaltungsgeschichte im Überblick
Die folgende Liste zeigt die Staaten und Verwaltungseinheiten, denen Marzhausen angehört(e):
- vor 1567: Heiliges Römisches Reich, Landgrafschaft Hessen, Amt Witzenhausen
- ab 1567: Heiliges Römisches Reich, Landgrafschaft Hessen-Kassel, Amt Witzenhausen
  - 1627–1834: Landgrafschaft Hessen-Rotenburg (sogenannte Rotenburger Quart), teilsouveränes Fürstentum unter reichsrechtlicher Oberhoheit der Landgrafschaft Hessen-Kassel bzw. des Kurfürstentums Hessen
- ab 1806: Landgrafschaft Hessen-Kassel, Rotenburger Quart, Amt Witzenhausen
- 1807–1813: Königreich Westphalen, Departement der Leine, Distrikt Göttingen, Kanton Friedland
- ab 1815: Kurfürstentum Hessen, Amt Witzenhausen[8]
- ab 1821/22: Kurfürstentum Hessen, Provinz Niederhessen, Kreis Witzenhausen[9][Anm. 2]
- ab 1848: Kurfürstentum Hessen, Bezirk Eschwege
- ab 1851: Kurfürstentum Hessen, Provinz Niederhessen, Kreis Witzenhausen
- ab 1867: Königreich Preußen, Provinz Hessen-Nassau, Regierungsbezirk Kassel, Kreis Rotenburg
- ab 1871: Deutsches Reich,  Königreich Preußen, Provinz Hessen-Nassau, Regierungsbezirk Kassel, Kreis Witzenhausen
- ab 1918: Deutsches Reich, Freistaat Preußen, Provinz Hessen-Nassau, Regierungsbezirk Kassel, Kreis Witzenhausen
- ab 1944: Deutsches Reich, Freistaat Preußen, Provinz Kurhessen, Landkreis Witzenhausen
- ab 1945: Amerikanische Besatzungszone, Groß-Hessen, Regierungsbezirk Kassel, Landkreis Witzenhausen
- ab 1946: Amerikanische Besatzungszone, Hessen, Regierungsbezirk Kassel, Landkreis Witzenhausen
- ab 1949: Bundesrepublik Deutschland, Hessen, Regierungsbezirk Kassel, Landkreis Witzenhausen
- ab 1971: Bundesrepublik Deutschland, Land Hessen, Regierungsbezirk Kassel, Landkreis Witzenhausen, Gemeinde Neu-Eichenberg[Anm. 3]
- ab 1974: Bundesrepublik Deutschland, Land Hessen, Regierungsbezirk Kassel, Werra-Meißner-Kreis, Gemeinde Neu-Eichenberg

## Bevölkerung

### Einwohnerstruktur 2011
Nach den Erhebungen des Zensus 2011 lebten am Stichtag dem 9. Mai 2011 in Marzhausen 177 Einwohner. Darunter waren keine Ausländer.
Nach dem Lebensalter waren 24 Einwohner unter 18 Jahren, 72 zwischen 18 und 49, 39 zwischen 50 und 64 und 72 Einwohner waren älter. Die Einwohner lebten in 78 Haushalten. Davon waren 24 Singlehaushalte, 24 Paare ohne Kinder und 24 Paare mit Kindern, sowie 6 Alleinerziehende und 3 Wohngemeinschaften. In 18 Haushalten lebten ausschließlich Senioren und in 51 Haushaltungen lebten keine Senioren.

### Einwohnerentwicklung
| Quelle: Historisches Ortslexikon                                           |
| • 1569: 33 Hausgesesse                                                     |
| • 1681: 24 Mannschaften                                                    |
| • 1744: 182 Einwohner                                                      |
| • 1747: 27 Mannschaften mit 28 Feuerstellen                                |
| • 1961: 199 evangelische (= 82,23 %), 43 katholische (= 17,77 %) Einwohner |

| Marzhausen: Einwohnerzahlen von 1834 bis 2020 | Marzhausen: Einwohnerzahlen von 1834 bis 2020 | Marzhausen: Einwohnerzahlen von 1834 bis 2020 | Marzhausen: Einwohnerzahlen von 1834 bis 2020 | Marzhausen: Einwohnerzahlen von 1834 bis 2020 |
| --- | --------------------------------------------- | --------------------------------------------- | --------------------------------------------- | --------------------------------------------- |
| Jahr |                                               |                                               |                                               | Einwohner                                     |
| 1834 | 1834                                          |                                               | 279                                           | 279                                           |
| 1840 | 1840                                          |                                               | 291                                           | 291                                           |
| 1846 | 1846                                          |                                               | 308                                           | 308                                           |
| 1852 | 1852                                          |                                               | 280                                           | 280                                           |
| 1858 | 1858                                          |                                               | 269                                           | 269                                           |
| 1864 | 1864                                          |                                               | 279                                           | 279                                           |
| 1871 | 1871                                          |                                               | 292                                           | 292                                           |
| 1875 | 1875                                          |                                               | 276                                           | 276                                           |
| 1885 | 1885                                          |                                               | 249                                           | 249                                           |
| 1895 | 1895                                          |                                               | 218                                           | 218                                           |
| 1905 | 1905                                          |                                               | 200                                           | 200                                           |
| 1910 | 1910                                          |                                               | 199                                           | 199                                           |
| 1925 | 1925                                          |                                               | 220                                           | 220                                           |
| 1939 | 1939                                          |                                               | 171                                           | 171                                           |
| 1946 | 1946                                          |                                               | 308                                           | 308                                           |
| 1950 | 1950                                          |                                               | 325                                           | 325                                           |
| 1956 | 1956                                          |                                               | 270                                           | 270                                           |
| 1961 | 1961                                          |                                               | 242                                           | 242                                           |
| 1967 | 1967                                          |                                               | 259                                           | 259                                           |
| 1970 | 1970                                          |                                               | 249                                           | 249                                           |
| 1980 | 1980                                          |                                               | ?                                             | ?                                             |
| 1990 | 1990                                          |                                               | ?                                             | ?                                             |
| 2000 | 2000                                          |                                               | ?                                             | ?                                             |
| 2011 | 2011                                          |                                               | 177                                           | 177                                           |
| 2015 | 2015                                          |                                               | 159                                           | 159                                           |
| 2020 | 2020                                          |                                               | 174                                           | 174                                           |
| Datenquelle: Historisches Gemeindeverzeichnis für Hessen: Die Bevölkerung der Gemeinden 1834 bis 1967. Wiesbaden: Hessisches Statistisches Landesamt, 1968. Weitere Quellen: LAGIS; Zensus 2011; Gemeinde Neu-Eichenberg |                                               |                                               |                                               |                                               |

## Sehenswürdigkeiten

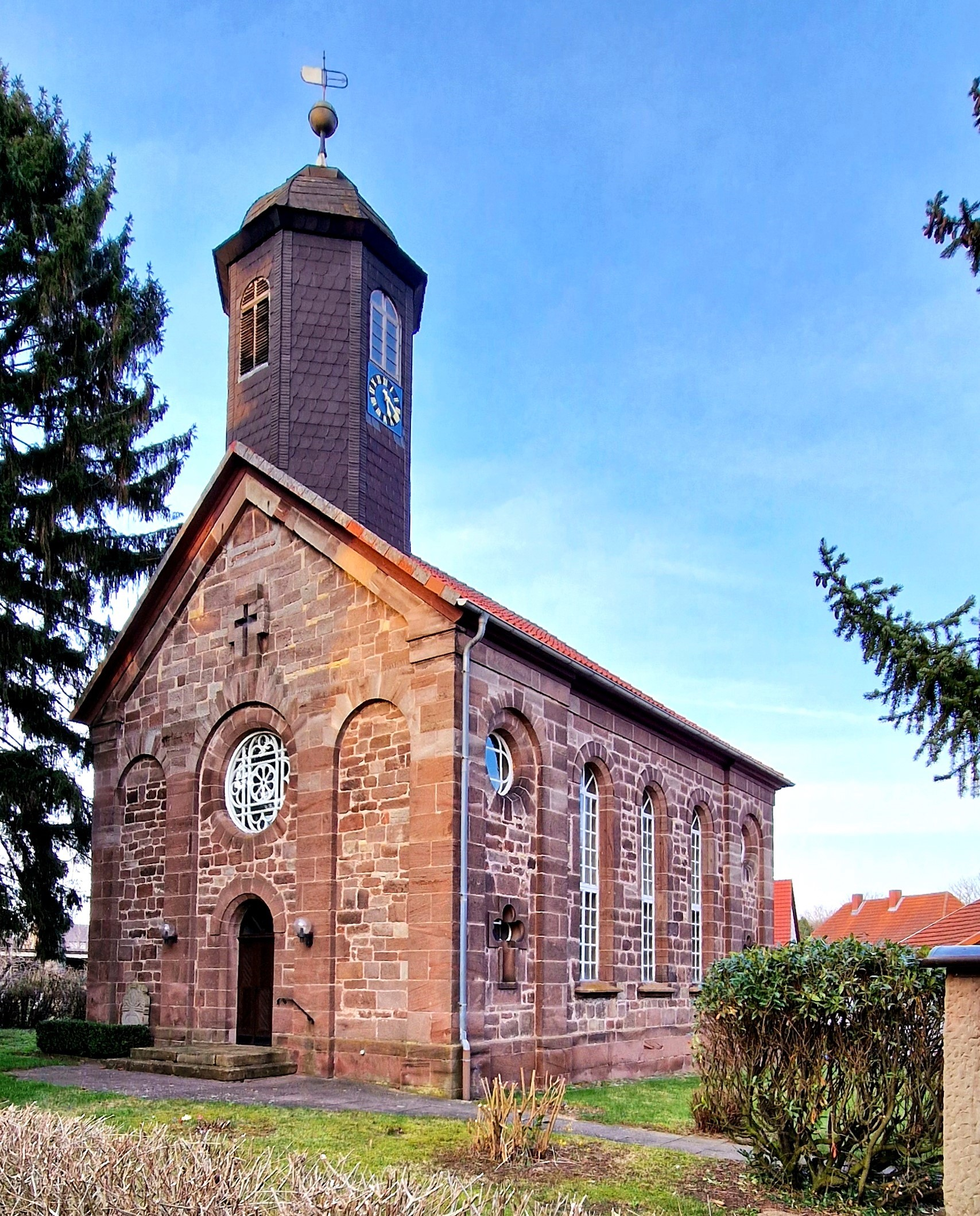
Evangelische Kirche Ziegelstraße

Zu den Sehenswürdigkeiten des Ortes gehört die ehemalige Gutsanlage.
Die 1847 erbaute evangelische Kirche ist ein von Johann Friedrich Matthei entworfener Saalbau aus rötlichen Sandstein-Quadern in romanisierenden Formen von 5 auf 3 Achsen, die teils als Blendnische am Außenbau ausgeführt sind. Das Satteldach trägt einen 8-seitigen verschieferten Dachreiter mit einer welscher Haube. Das innen mit einer Flachdecke gedeckte Gebäude zeigt mit Emporen, Gestühl und Kanzel die bauzeitliche Ausstattung; die bauzeitlichen Stände links und rechts der Kanzel sowie deren Schalldeckel sind entfernt; der Fußboden, der Altar und der Taufstein sind neuere Ergänzungen. Die Orgel wurde 1969 von der Kassler Firma Werner Bosch errichtet. Im Altarraum steht eine Glocke von 1655.

## Infrastruktur
- In Marzhausen gibt es ein Dorfgemeinschaftshaus und einen Kinderspielplatz.